# دپی منکاگان اوروویژن
دپی منکاگان اوروویژن یک برنامه سرگرمی موسیقی ارمنی است که توسط پخش‌کننده ارمنی تلویزیون دولتی ارمنستان ایجاد شده است. این برنامه به‌عنوان انتخاب ملی ارمنستان برای مسابقه آواز یوروویژن در سال‌های ۲۰۱۷، ۲۰۱۸ و ۲۰۲۰ استفاده شد.
اولین فصل این برنامه در تاریخ ۲۴ دسامبر ۲۰۱۶ با انتخاب آرتسویک به‌عنوان نماینده ارمنستان در یوروویژن به پایان رسید. فصل دوم در سال ۲۰۱۸ برگزار شد و سِواک خانگیان را با آهنگ «قامی» انتخاب کرد. در سال ۲۰۱۹، این برنامه برای فصل سوم تمدید نشد و ورودی ارمنستان برای مسابقه از طریق انتخاب داخلی برگزیده شد. برنامه در سال ۲۰۲۰ برای فصل سوم بازگشت.

## خلاصه

### فصل ۱ (۲۰۱۶–۲۰۱۷)
فصل اول دپی منکاکان در تاریخ ۱ ژوئیه ۲۰۱۶ برگزار شد. بعدها تأیید شد که شرکت‌کنندگان پیشین یوروویژن ارمنستان آسای آلتونیان، اینگا و آنوش ارشاکیان، هایکو، آرم مپی۳ و ایوتا موکوشیان به‌عنوان داور در این برنامه حضور خواهند داشت، هرکدام تیمی از شرکت‌کنندگان را انتخاب کرده و آن‌ها را در طول برنامه راهنمایی خواهند کرد، مشابه با نحوه کار در مسابقه تلوزیونی صدا. شرکت‌کنندگان از تاریخ ۲۲ اکتبر تا ۱۲ نوامبر ۲۰۱۶ در آزمون‌ها شرکت کردند، که در آن داوران به‌منظور تشکیل تیم‌های خود، شرکت‌کنندگان موفق را انتخاب کردند. پس از آن، شرکت‌کنندگان از ۱۹ نوامبر تا ۳ دسامبر با یکدیگر به رقابت پرداختند تا به نیمه‌نهایی راه یابند. نیمه‌نهایی‌ها در تاریخ‌های ۱۰ و ۱۷ دسامبر برگزار شدند. آرتسویک در مراسم پایانی که در تاریخ ۲۴ دسامبر برگزار شد، برنده مسابقه را اعلام شد. نتایج در نیمه‌نهایی و فینال بر اساس ترکیبی از رای داوران و تلفن‌ها تعیین شد، در حالی که در مراحل اولیه، داوران تصمیم می‌گرفتند که چه کسانی به مرحله بعدی راه یابند. ورودی یوروویژن که آهنگ با من پرواز کن نام داشت، ماه‌ها بعد توسط پخش‌کننده انتخاب شد.

### فصل ۲ (۲۰۱۸)
برگزاری فصل دوم مسابقه دپی منکاگان برای در اکتبر ۲۰۱۷ تأیید شد. برخلاف فصل قبلی به‌جای اجرای آهنگ‌ها به صورت کاور در طول برنامه، هنرمندان با آهنگ‌های اصلی خود وارد مسابقه شدند. این برنامه در تاریخ فوریه سال ۲۰۱۸ پخش شد. بیست نفر فینالیست منتخب در ۲۷ دسامبر ۲۰۱۷ معرفی شدند.
| قرعه‌کشی | هنرمند            | آهنگ                   | مکان | امتیاز |
| ------- | ----------------- | ---------------------- | ---- | ------ |
| ۱       | سواک خانگیان      | قامی                   | ۱    | ۲۴     |
| ۲       | گئورگ هاروتیونیان | استند آپ               | ۷    | ۸      |
| ۳       | لوسینه ماردانیان  | اگر مرا به خانه نمی‌بری | ۸    | ۸      |
| ۴       | آرسن گریگوریان    | کامل شو                | ۴    | ۱۲     |
| ۵       | آمالیا مارگریان   | در انتظار آفتاب        | ۳    | ۱۵     |
| ۶       | نمرا              | من دروغگو هستم         | ۲    | ۱۸     |
| ۷       | ماریام پترسیان    | فید                    | ۵    | ۹      |
| ۸       | مگر ارمنستان      | برای همیشه             | ۹    | ۷      |
| ۹       | رابرت کولویان     | با ما همراه شو         | ۱۰   | ۶      |
| ۱۰      | اسمیک شیرویان     | تو و من                | ۶    | ۹      |

### فصل ۳ (۲۰۲۰)
در تاریخ نوامبر ۲۰۱۹، تأیید شد که مسابقه برای فصل سوم خود در سال ۲۰۲۰ برگزار خواهد شد، این تصمیم بعد از اینکه در سال ۲۰۱۹ به دلیل دنیاگیری کووید-۱۹ برگزار نشد، گرفته شد. مشابه با سال ۲۰۱۸، این مسابقه هم خواننده و هم آهنگ منتخب ارمنی را برای شرکت در  مسابقه آواز یوروویژن ۲۰۲۰ انتخاب می‌کرد. مسابقه شامل یک برنامه واحد بود که در ۱۵ فوریه ۲۰۲۰ برگزار شد.
| داور  | هنرمند | قرعه‌کشی | آهنگ اول                                    | قرعه‌کشی | آهنگ ارمنی                    | مکان | امتیاز |
| ----- | ------ | ------- | ------------------------------------------- | ------- | ----------------------------- | ---- | ------ |
| آناش  | مارا   | ۱       | - دونت استاپ د موزیک - «آنلی گرل (در دنیا)» | ۳       | "تسوف" (Ծով)                  | ۲    | ۲۹٪    |
| عیسای | آرتسوک | ۲       | آی هاو ناتینگ                               | ۴       | "آپریل آپریل" (Ապրելու ապրիլ) | ۱    | ۷۱٪    |

## دپی منکاگان اوراتسیل
| نوبت | هنرمند                      | آهنگ               | مقام | امتیاز |
| ---- | --------------------------- | ------------------ | ---- | ------ |
| ۱    | آگاپ                        | "پروانه‌ها"         | ۱۰   | ۷۵     |
| ۲    | کارینا اوون                 | "چرا؟"             | ۸    | ۸۴     |
| ۳    | هایک موزیک                  | "عشق چیست"         | ۱۲   | ۵۷     |
| ۴    | ارنا                        | "چهره‌های زندگی"    | ۲    | ۱۲۰    |
| ۵    | اوا ریدا                    | "هیچ عشقی نیست"    | ۸    | ۸۴     |
| ۶    | آتنا منوکیان                | "زنجیرهایی بر تو"  | ۱    | ۱۶۸    |
| ۷    | گابریل جیگ                  | "نوبت توست"        | ۵    | ۹۹     |
| ۸    | سرگئی و نیکولای هاروتیونیان | "ها، یک قدم بردار" | ۶    | ۹۶     |
| ۹    | مریم باقداساریان            | "فرار کن"          | ۴    | ۱۰۸    |
| ۱۰   | ولادیمیر آرزومانیان         | "چه خبر مامان"     | ۳    | ۱۱۸    |
| ۱۱   | آرتور آلک                   | "بهشت"             | ۱۱   | ۶۵     |
| ۱۲   | تاکیونین                    | "نجاتم بده"        | ۶    | ۹۶     |

### فصل اول (۲۰۱۸)
فصل اول دپی منکاگان اوروویژن شامل دو نیمه‌نهایی بود که در ۹ و ۱۶ سپتامبر ۲۰۱۸ برگزار شد و یک فینال هم در ۲۲ سپتامبر ۲۰۱۸ برگزار گردید. بیست و سه هنرمند و آهنگ در این مسابقه شرکت کردند که ده هنرمند به فینال راه یافتند.

### فصل دوم (۲۰۱۹)
فصل دوم دپی منکاگان اوروویژن فقط یک قسمت داشت که در ۱۵ سپتامبر پخش شد. ده فینالیست در ۳ سپتامبر معرفی شدند و همراه با آثار رقابتی آن‌ها داوری شدند.
| نوبت | هنرمند            | آهنگ         | مقام | امتیاز |
| ---- | ----------------- | ------------ | ---- | ------ |
| ۱    | لیا               | "کاماچ‌کاماچ" | ۹    | ۹      |
| ۲    | آناهیت آرائیلیان  | "شبادیبام"   | ۸    | ۱۱     |
| ۳    | هاروت هاروتیونیان | "آمار ئه"    | ۱۰   | ۶      |
| ۴    | لیلی              | "پیکار"      | ۵    | ۱۵     |
| ۵    | وووآ              | "لگو"        | ۳    | ۲۳     |
| ۶    | سرژ آرائیلیان     | "حال خوب"    | ۶    | ۱۳     |
| ۷    | واردان مارگاریان  | "جاناپارح"   | ۲    | ۲۶     |
| ۸    | الیزا             | "ایم ارزانق" | ۷    | ۱۲     |
| ۹    | ل.ا.و. ن          | "ل.ا.و. ن"   | ۱    | ۲۸     |
| ۱۰   | آنی               | "فرشتگان"    | ۴    | ۱۸     |

| نوبت | هنرمند           | آهنگ              | مقام | امتیاز |
| ---- | ---------------- | ----------------- | ---- | ------ |
| ۱    | کارینا ایگناتیان | "رنگ‌های رویای تو" | ۱    | ۱۳۸    |
| ۲    | نارک مارکوسیان   | "ایم ارژی"        | ۱۰   | ۴۲     |
| ۳    | آنجلا آلبرتیان   | "که‌اگ‌هانق که‌اغاغ" | ۵    | ۷۵     |
| ۴    | روزا الویان      | "ایم قاغق"        | ۳    | ۹۷     |
| ۵    | رابرت باگراتیان  | "کاپیتان دوستی"   | ۴    | ۸۱     |
| ۶    | امیلی هوهانیسیان | "پاروم انک پاری"  | ۹    | ۴۳     |
| ۷    | انیشوک           | "سلفی ایروان"     | ۸    | ۶۴     |
| ۸    | آنی آتیان        | "هر بار"          | ۷    | ۷۵     |
| ۹    | واردان مارگاریان | "لا لا لا"        | ۲    | ۱۳۵    |
| ۱۰   | آناهیت آرائیلیان | "چم هندزنی"       | ۶    | ۷۵     |

## برندگان

### دپای اوراتسیل
| فصل | فصل  | آهنگ             | هنرمند        | در یوروویژن      | در یوروویژن      | در یوروویژن   | در یوروویژن   |
| فصل | فصل  | آهنگ             | هنرمند        | فینال            | امتیاز           | نیمه‌نهایی     | امتیاز        |
| --- | ---- | ---------------- | ------------- | ---------------- | ---------------- | ------------- | ------------- |
| ۱   | ۲۰۱۷ | —                | آرتس‌وک        | ۱۸               | ۷۹               | ۷             | ۱۵۲           |
| ۲   | ۲۰۱۸ | "قامی"           | سواک خانادیان | نتوانست صعود کند | نتوانست صعود کند | ۱۵            | ۷۹            |
| ۳   | ۲۰۲۰ | "زنجیرها روی تو" | آتِنا منوکیان  | مسابقه لغو شد    | مسابقه لغو شد    | مسابقه لغو شد | مسابقه لغو شد |

### دپای مانکاگان اوراتسیل
| فصل | فصل  | آهنگ              | هنرمند           | در یوروویژن کودک | در یوروویژن کودک |
| فصل | فصل  | آهنگ              | هنرمند           | فینال            | امتیاز           |
| --- | ---- | ----------------- | ---------------- | ---------------- | ---------------- |
| ۱   | کودک | "ل.ا.و. ن"        | ل.ا.و. ن         | ۹                | ۱۲۵              |
| ۲   | کودک | "رنگ‌های رویای تو" | کارینا ایگناتیان | ۹                | ۱۱۵              |